# Android Marshmallow
Android Marshmallow ist die sechste große Version von Googles Betriebssystem Android und wird somit häufig auch als Android 6 bezeichnet. Benannt ist diese Version nach der Schaumzuckerware Marshmallow.
Der Vorgänger ist Android Lollipop (5) und der Nachfolger Android Nougat (7). 
Android Marshmallow umfasst die Versionen 6.0 und 6.0.1. Die erste Version wurde am 5. Oktober 2015 veröffentlicht, wobei die ersten sogenannten Developer Previews, die man auf Geräten wie dem Google Nexus installieren konnte, schon im August 2015 verfügbar waren. Die Version 6.0.1 erhielt noch bis August 2018 Sicherheitsupdates.
Für Wearables und TV-Geräte wurden die Sondereditionen Android Wear 1.4 und Android TV veröffentlicht, welche auf Marshmallow basieren.

## Merkmale
Wert gelegt wurde bei dieser Version auf neue Sicherheitsfeatures, wie die Möglichkeit, spezifisch für jede installierte Applikation die Berechtigungen auf bspw. die Kamera oder den Speicherzugriff einschränken bzw. gewähren zu können, was auch unter neueren Android-Versionen noch üblich sind. Außerdem wird seither bei jedem Anschließen eines Android-Geräts an bspw. einen Computer die USB-Verbindung auf das Laden beschränkt. Eine Datenübertragung muss dann manuell gewährt werden.
Weitere Änderungen wurden unter anderem noch am Benachrichtigungssystem, der Audio-Verarbeitung und der Textauswahlfunktion vorgenommen.

### API-Level

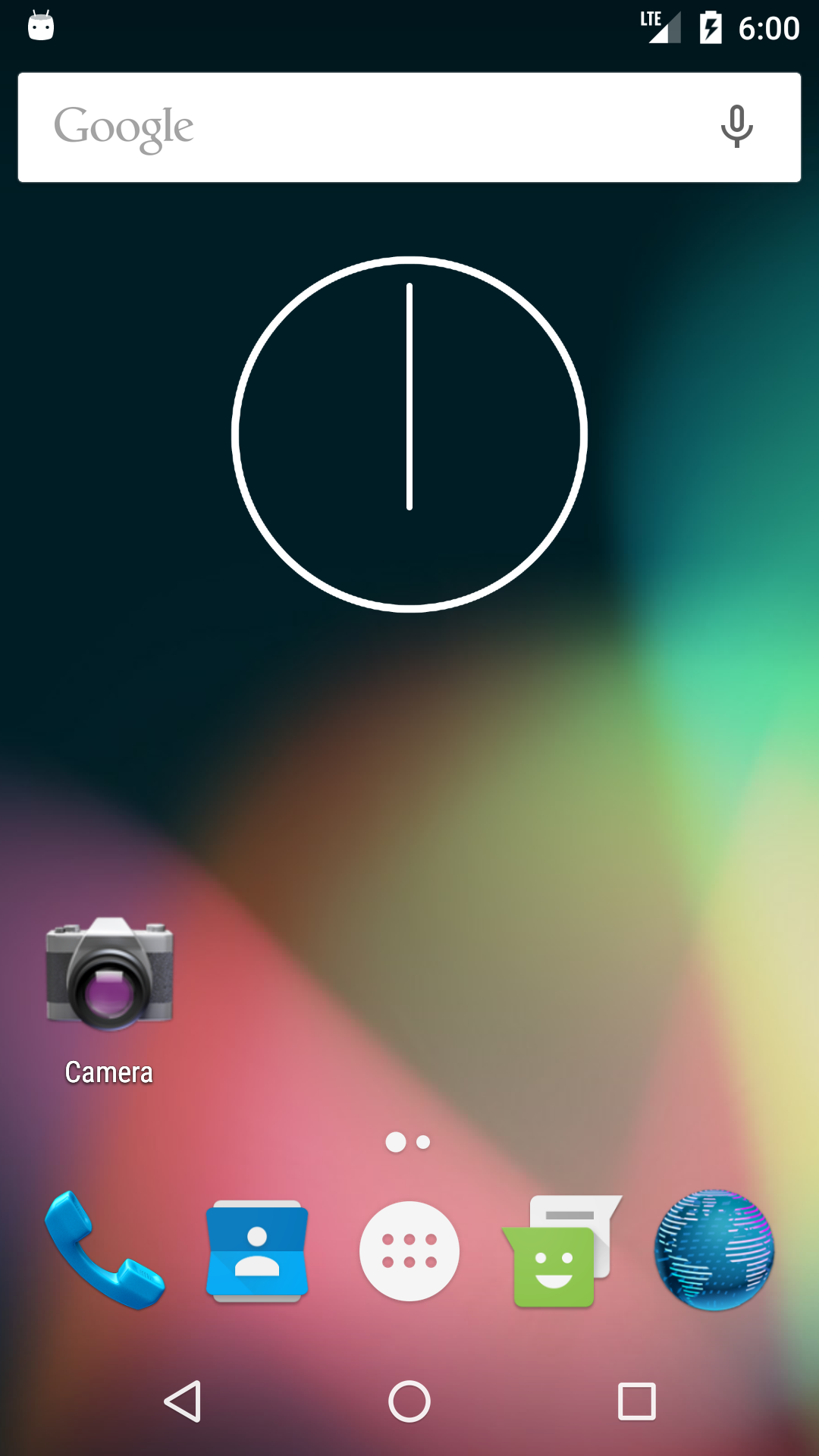
Startbildschirm von Android Marshmallow auf einem Google Nexus 5

Android 6 setzt auf das API-Level 23.

## Geräte
Eine Vielzahl an Smartphones wurden mit Marshmallow ausgeliefert, darunter fallen zum Beispiel das Samsung Galaxy S7, das Huawei Nexus 6P und das Huawei P9.
Viele weitere Geräte erhielten zudem Updates auf Android Marshmallow.
Außerdem gab es auch zahlreiche Tablets, Wearables und Smart-TVs auf Basis von Android Marshmallow.